# 120 Korpus Strzelecki (ZSRR)
120 Korpus Strzelecki (ros. 120-й стрелковый корпус) – wyższy związek taktyczny piechoty Armii Czerwonej.
76 Korpus Strzelecki w czasie walk prowadzonych przeciw armii niemieckiej na ziemiach polskich wchodził w skład 3 Gwardyjskiej Armii.
Prowadząc ciężkie walki z armią niemiecką przyczynił się do zdobycia: Leszna, Głogowa i Gubina, co równało się zakończeniu panowania niemieckiego w tych miastach. W czasie walk pod Głogowem, 120 KS przełamała niemiecką linię obronę 72 Dywizji Piechoty i 16 Dywizji Pancernej zorganizowaną na Krzyckim Rowie.
Szlak bojowy 76 KS prowadził z rejonu Łucka przez Hrubieszów, Annopol, Daleszyce, Końskie, Sieradz, Krotoszyn, Leszno i Zieloną Górę, Gubin, i Riese a zakończył się 21 maja 1945 w rejonie czeskiej Pragi.

## Dowódcy korpusu
- gen. mjr Fiodor Daniłowski[5] (30.09.1944 – 24.02.1945)[4]

## Struktura organizacyjna
Stan 1 kwietnia 1944:
- 197 Dywizja Piechoty,
- 218 Dywizja Piechoty,
- 273 Dywizja Piechoty.

Stan w styczniu 1945:
- 106 Dywizja Piechoty, dowódca: płk Grigorij Koczenow
- 147 Dywizja Piechoty, dowódca: gen. mjr Andriej Orłow
- 197 Dywizja Piechoty, dowódca: płk Iwan Kantaria.